# Amor pra Recomeçar
Amor pra Recomeçar é o primeiro álbum do cantor brasileiro Roberto Frejat, lançado em 2001 pela Warner Music Brasil.
| Críticas profissionais                                                      | Críticas profissionais |
| Avaliações da crítica                                                       | Avaliações da crítica  |
| Fonte                                                                       | Avaliação              |
| --------------------------------------------------------------------------- | ---------------------- |
| Cliquemusic                                                                 | [ 2 ]                  |
| Esta tabela precisa de ser acompanhada por texto em prosa. Consulte o guia. |                        |

## Faixas
1. Som E Fúria - 3:37[3]
2. Quando O Amor Era Medo - 3:43
3. Amor pra Recomeçar - 3:33
4. Segredos - 3:53
5. Eu Não Sei Dizer Te Amo - 4:00
6. Homem Não Chora - 3:58
7. Mão-De-Obra Ilegal - 2:47
8. Ela - 3:14
9. Mais Que Perfeito - 4:27
10. Você Se Parece Como Todo Mundo - 3:28
11. No Escuro E Vendo - 2:56
12. Voltar Pra Te Buscar - 4:29
13. Sol de Domingo - 4:10

## Formação[4]
- Álvaro Alencar na mixagem
- José Alves no violino
- João Barone na bateria
- Maurício Barros no piano, nos teclados e no órgão, produtor, wurlitzer e programador
- Bernardo Bessler no violino
- Michel Bessler no violino
- Renato "Massa" Calmon na bateria
- Zé Carlos no saxofone alto e no saxofone tenor
- Serginho Carvalho no baixo
- João Daltro no violino
- Max de Castro na guitarra, nos teclados, na mixagem, na produção e na programação
- Luis Carlos De Paula na percussão
- Jairo Diniz na viola
- Daniel Farias na mixagem e na assistência
- Zeca Fernandes como produtor executivo
- Rick Ferreira no pedal de aço
- Renato Fonseca no órgão e nas fendas
- Christian Gaul como fotógrafo
- Guto Goffi na bateria
- Walter Hack no violino
- Henrique Band no saxofone baritone, no saxofone tenor
- Liminha no baixofone
- Fernando Magalhães no violão
- Marcio Eymard Malard no cello
- Mauro Manzoli na bateria
- George Marino na masterização
- Jaques Morelenbaum no arranjo
- Renato Munoz na mixagem
- Fernando Nunes no baixofone
- Silvia Panella como coordenadora de gráficos
- Antonella Pareschi no violino
- Pascoal Perrotta no violino
- Cristina Portella como coordenadora de gráficos
- Henrique Portugal nos teclados
- Yura Ranevsky no cello
- Fernando Rebelo como assistente de mixagem
- Yamê Reis, Rogério Rosa no violino
- Rodrigo Santos no baixofone
- Maria Christine Springuel na viola
- Serginho Trombone no trombone e no arranjo
- Wagner Vianna como coordenador do projeto
- Cláudia Wolter como assistente de arte.